# Kebili (província)
A província de Kebili (em árabe: ولاية قبلي; em francês: gouvernorat de Kébili) é uma província do sudoeste da Tunísia, criada em setembro de 1981.
- capital: Kebili
- área: 22 454 km²
- população: 143 218 habitantes (2004);[2] 156 900 (estimativa de 2013)[3]
- densidade: 6,4 hab./km² (2004)

| Delegação    | População em 2004 |
| ------------ | ----------------- |
| Douz Norte   | 25 534            |
| Douz Sul     | 17 187            |
| Faouar       | 16 296            |
| Kebili Norte | 29 429            |
| Kebili Sul   | 28 040            |
| Souk El Ahad | 26 732            |